# آریا فاضلی‌منش
| آریا فاضلی‌منش        | آریا فاضلی‌منش                |
| اطلاعات کلی          | اطلاعات کلی                  |
| -------------------- | ---------------------------- |
| زادروز :             | ۱۴ شهریور ۱۳۷۳، تهران        |
| ملیت :               | ایران                        |
| رشته ورزشی :         | اسکواش                       |
| آخرین رنکینگ جهانی : | ۳۲۶ (فوریه ۲۰۰۹)             |
| قد :                 | ۱٫۵۳ متر                     |
| وزن :                | ۴۸ کیلوگرم                   |
| راکت:                | WILSON NCODE 120             |
| علاقمندی‌ها:          | شنا، مطالعه اسکواش، رقص بریک |

آریا فاضلی‌منش (زادهٔ ۱۴ شهریور ۱۳۷۳ در تهران) یک بازیکن اسکواش ایرانی است. او در مسابقات اوپن اسکاتلند (اسکاتیش جونیور ۲۰۰۸) در رده زیر ۱۵ سال، مقام سوم را به دست آورد. نشان برنز فاضلی‌منش نخستین مدال بین‌المللی ایران در رشته اسکواش محسوب می‌شود. او با هزینه شخصی و به همراه مادرش به مسابقات اسکاتلند رفته بود. رتبه کنونی او در رنکینگ جهانی، ۳۲۶ (فوریه ۲۰۰۹) است.
فاضلی‌منش قرار است در مسابقات جوانان دنیا که در مایلو مالزی برگزار می‌شود شرکت کند. پیش از این تورنمنت او با هزینه شخصی خود در مسابقات جهانی ولز حضور خواهد یافت.

## زندگینامه
فاضلی‌منش از ۷ سالگی بازی اسکواش را به صورت تفریحی آغاز کرد. او در ۱۰ سالگی با پیشنهاد مربی‌اش، در فدراسیون اسکواش تست داد و از آن زمان به صورت حرفه‌ای‌تر اسکواش را ادامه داد.

## مقام‌ها
- مقام نخست مسابقه‌های پلیت زیر ۱۳ سال مالزی
- قهرمان زیر ۱۵ ساله‌های ایران
- مقام سوم مسابقه‌های بین‌المللی اسکاتلند